# Scopula arcticatia
Scopula arcticatia är en fjärilsart som beskrevs av Walker 1862. Scopula arcticatia ingår i släktet Scopula och familjen mätare. Inga underarter finns listade.